# Bittern (Victoria)
Pour les articles homonymes, voir Bittern.
Bittern (3 146 habitants) est une localité de la banlieue éloignée de Melbourne sur la Péninsule de Mornington en Victoria. Le gouvernement local est représenté par le Comté de la péninsule Mornington. La banlieue est desservie par la Bittern railway station.
Elle se trouve à 5 km de Hastings et à 65 km de Melbourne.

## Référence
- Statistiques sur Bittern

- (en) Cet article est partiellement ou en totalité issu de l’article de Wikipédia en anglais intitulé « Bittern, Victoria » (voir la liste des auteurs).